# Elara
En la mitología griega, Elara, Élara e incluso Álera (en griego antiguo Ἐλάρα) era la hija del rey Orcómeno o bien de Minias. Al menos un autor la refiere como Larisa. Se dice que Elara fue amada por Zeus, quien por miedo a su esposa, Hera, la ocultó profundamente bajo tierra. Allí alumbró al gigante Ticio (por eso a veces se lo considera hijo de Gea) y a su debido tiempo Zeus desenterró a su hijo. De hecho las dos filiaciones de Ticio —Elara y Gea— fueron hábilmente unidas en un mismo relato: «Ticio, al cual había engendrado la divina Élara, pero crio y alumbró de nuevo Gea». Se dice que a la cueva por la que Ticio ascendió a la superficie, situada en Eubea, se le llamaba el Elarión, en honor a su madre. Hesíodo también llamaba a Ticio por el metronímico de Eilárida.